# Harpactea blasi
Harpactea blasi este o specie de păianjeni din genul Harpactea, familia Dysderidae, descrisă de Ignacio Ribera și Ferrández, 1986.
Este endemică în Spania. Conform Catalogue of Life specia Harpactea blasi nu are subspecii cunoscute.